# 로버트 체이스

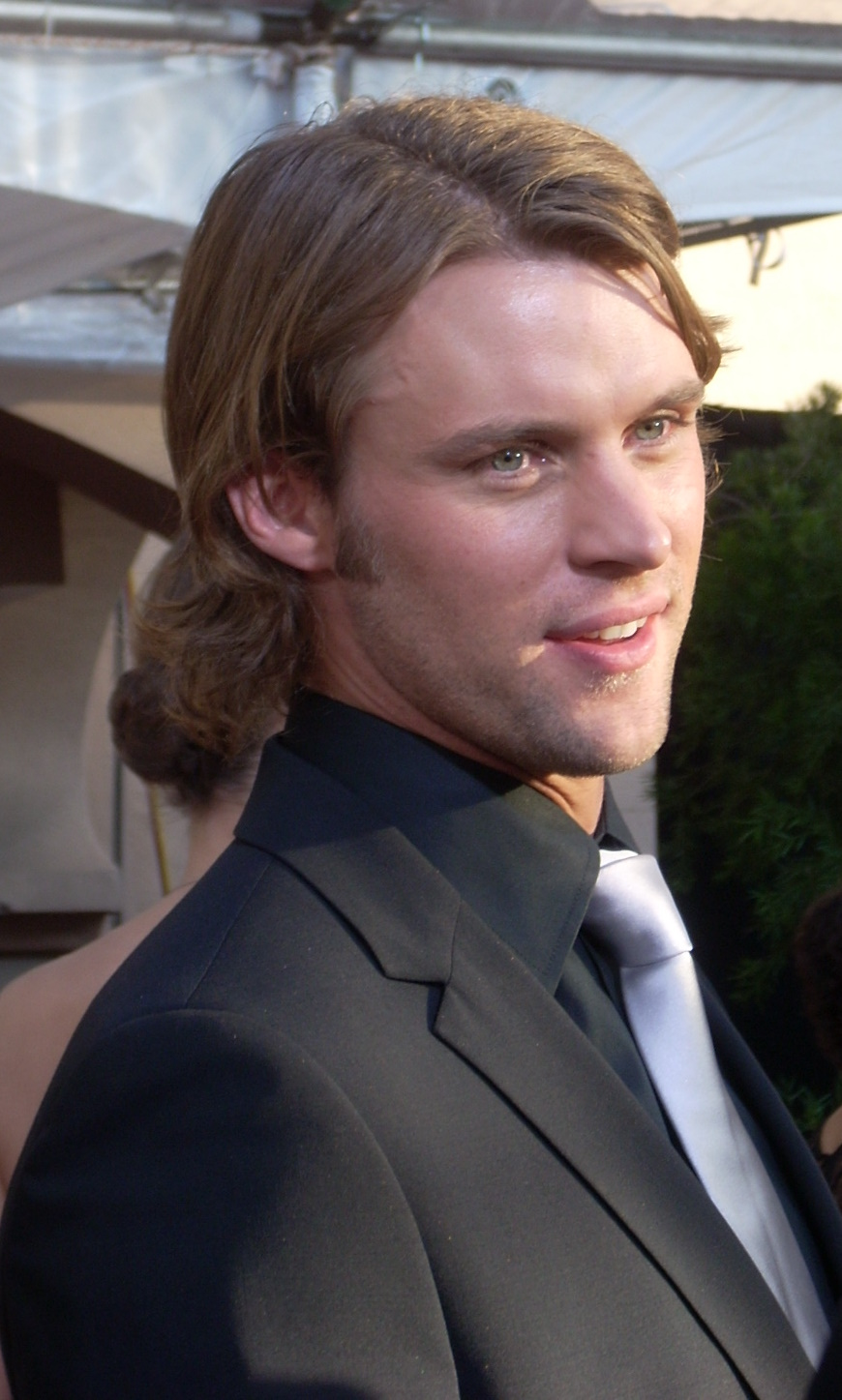

로버트 체이스(Dr. Robert Chase)는 하우스의 등장인물으로, 오스트레일리아출신 배우인 제시 스펜서가 체이스의 역을 맡았다. 앨리슨 캐머론과 에릭 포어맨이 그레고리 하우스의 팀에 들어오기 전 가장 먼저 고용되었었으며, 스펜서처럼 청소년기를 호주에서 보냈다. 아버지는 세계적인 의사인 Rowan Chase이다. 체이스가 어릴 때 아버지가 이혼을 하면서 알콜중독을 앓고있는 어머니를 돌봐야해서 좋은 관계를 유지하지 못했다. 결국 아버지는 폐암에 걸려서 죽게 된다 (관련 에피소드 2x8 mistake) 앨리슨 캐머론을 지속적으로 관심을 갖고 있던 중 시즌 3부터 성적관계를 갖게 되고 그로 인해 진심으로 캐머론을 좋아하게 된다.

## 기타 정보
극중 앨리슨 캐머론역의 제니퍼 모리슨과 실제로 약혼 후 시즌 5 마지막에 혼인을 하지만, 시즌 6에서 체이스가 독재자 디발라를 검사결과를 조작해 살해함으로 인해 별거 하다 이혼하게 된다.